# Дунама II
Дунама II Даббалемі (*д/н — 1248) — 17-й маї (володар) імперії Канем в 1210—1248 роках. Держава в часи його панування досягла найбільшого розширення та економічного піднесення.

## Життєпис
Походив з династії Сейфуа. Син маї Салмами I і Магомі Далауа. Виховувався в суворому ісламському дусі. Посів трон після смерті батька у 1210 році. Здійснив хадж до Мекки, на власні кошти звів медресе в Каїрі.
Створив потужне військо чисельністю 40 тис. кіннотників. Для цього став у великій кількості ввозити коней з Єгипту. Також було запроваджено сідла з стременами, шпорою та вуздечкою. Вояки стали захищатися стьобаною бронею лібд (відомою в Канемі як ліфід) та залізними шоломами. Дунама II започаткував систему служилої військової знаті. Тепер посади та нагороди вояки отримали не за знатністю, а за перемоги та звитяги.
Оголосив джихад сусіднім немусульманським племенам. Було підкорено Феццан зі столицею Завіла й оаза Траган на півночі, а на півдні кордони Канему досягли області Адамави (сучасний Камерун), на заході — хауського міста-держави Кано, на сході було підкорено державу Даго в областях Вадай та Дарфур. Місцеве населення було змушено прийняти іслам. В результаті володіння Канему майже досягли течії Нілу. У сферу його впливу тепер входили великі простори від Нігера на заході до Нілу на сході і від нагір'я Тібесті в Сахарі на півночі до басейнів річок Шарі і Логон на півдні. Підкорені землі розділив на 4 частини (за сторонами світу), куди призначив спеціального намісника. Лише похід проти народу коророфа в долину річки Бенуе (сучасна південно-східна Нігерія) виявився невдалим.
Сприяв розвитку торгівельних та культурних зв'язків з державами північної Африки. Основним експортом стали раби, сіль, галуни. Домовився про зведення в Каїрі приміщення для підданих Канему, що рушали в хадж до Мекки. Помер 1248 року, поховано в Зантамі. Йому спадкував син Кадай.